# Drépano (Argolide)
Drépano (grec moderne : Δρέπανο) est une localité située dans le dème des Naupliens, dans le district régional d'Argolide, dans la périphérie du Péloponnèse, en Grèce.
Selon le recensement de 2021, elle compte 1 188 habitants.

## Géographie
Drépano appartient, à la suite du programme Kallikratis de 2011, au district municipal d'Asini, lui-même rattaché au dème (municipalité) de Nauplie. Drépano est le chef-lieu du district municipal.

## Toponymie

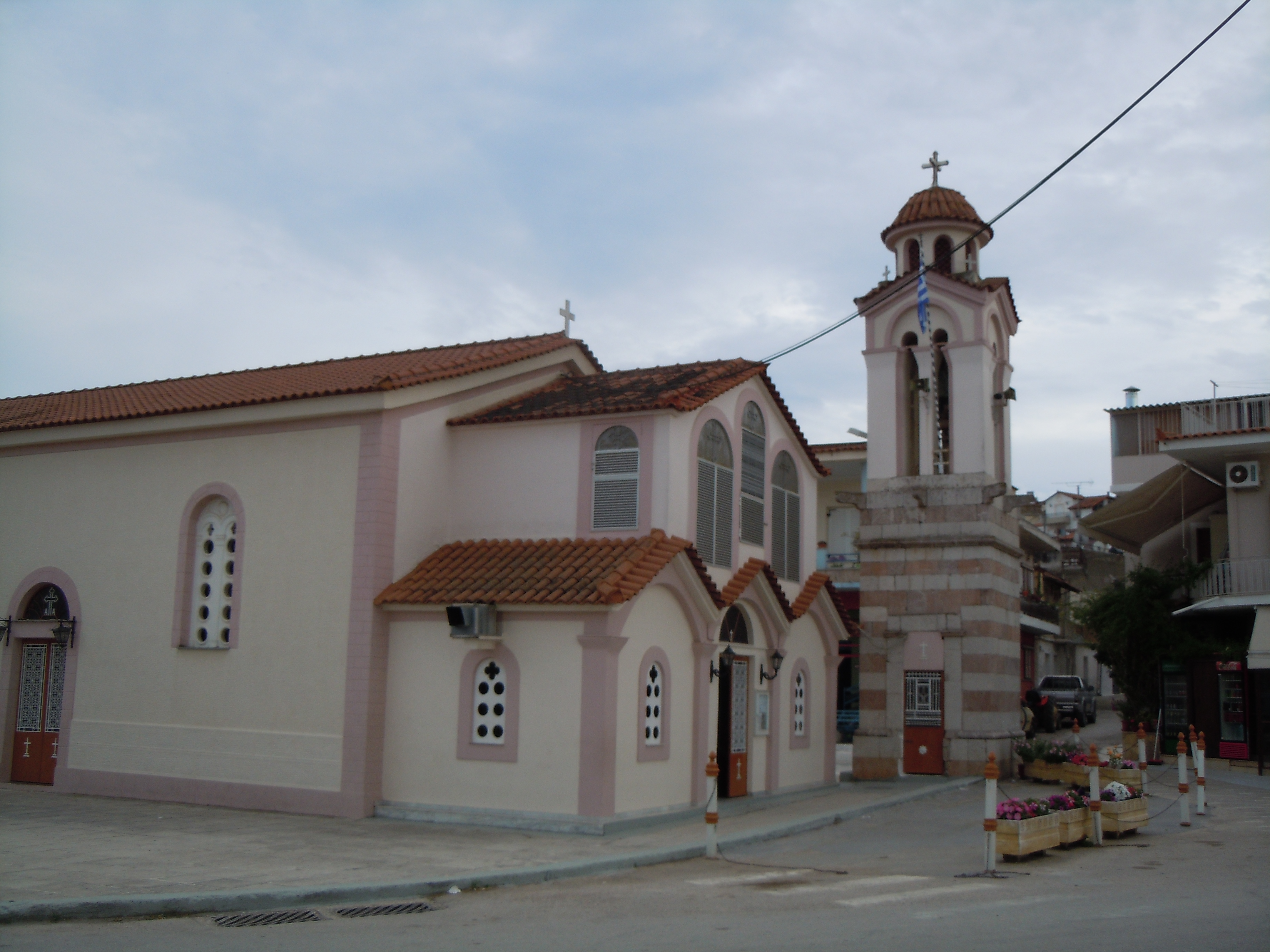
Église au centre du bourg de Drépano

En 1930, la cité, précédemment appelée Haïdari (Χαϊδάρι en grec), fut renommée Drépano.

## Économie
L’activité agricole est présente avec notamment des plantations d'agrumes et d'oliviers. Le développement du tourisme fut rendu possible grâce à l'existence d'une plage accessible à pied depuis le centre du bourg, ainsi que par la proximité de Drépano avec les stations balnéaires de Tolo et Vivari.